# Vị kim đất ẩm
Vị kim đất ẩm (danh pháp hai phần: Caltha palustris) là một loài thực vật có hoa thuộc họ Ranunculaceae. Chúng được Carl von Linné miêu tả khoa học đầu tiên năm 1753. Đây là loài bản địa các đầm lầy, mương và rừng ẩm ở các vùng ôn đới Bắc bán cầu.
Ở Vương quốc Anh, nó có lẽ là một trong những loài thực vật bản địa cổ xưa nhất, sống sót khi bị đóng băng và mọc lại sau khi đợt băng cuối cùng rút lui. Cây cao 80 cm. Lá từ hình tròn đến hình quả thận, nga 3–20 cm, với mép có răng cưa thẳng và kết cấu như sáp, dày. Thân cây rỗng.

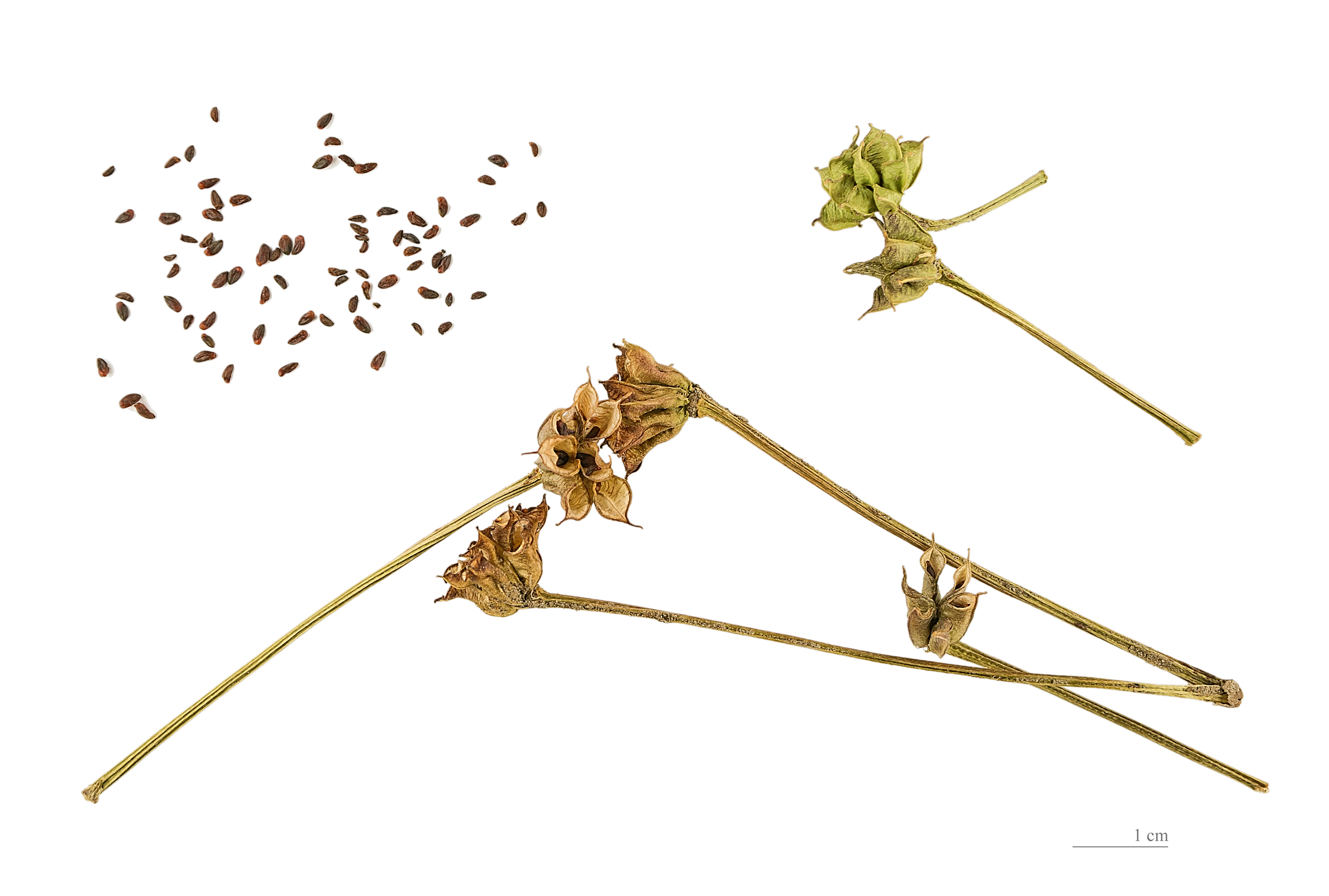
Quả và hạt

Hoa có màu vàng, đường kính 2–5 cm, với 4-9 (chủ yếu là 5) cánh hoa và nhị màu vàng, hoa nở vào đầu mùa xuân đến cuối mùa hè. Những bông hoa được viếng thăm bởi một loạt các loài côn trùng đến lấy phấn hoa mật hoa.
Hoa vị kim đất ẩm là hoa biểu tượng của quần đảo Faroe, tiếng Faroe là Sólja.

## Hình ảnh

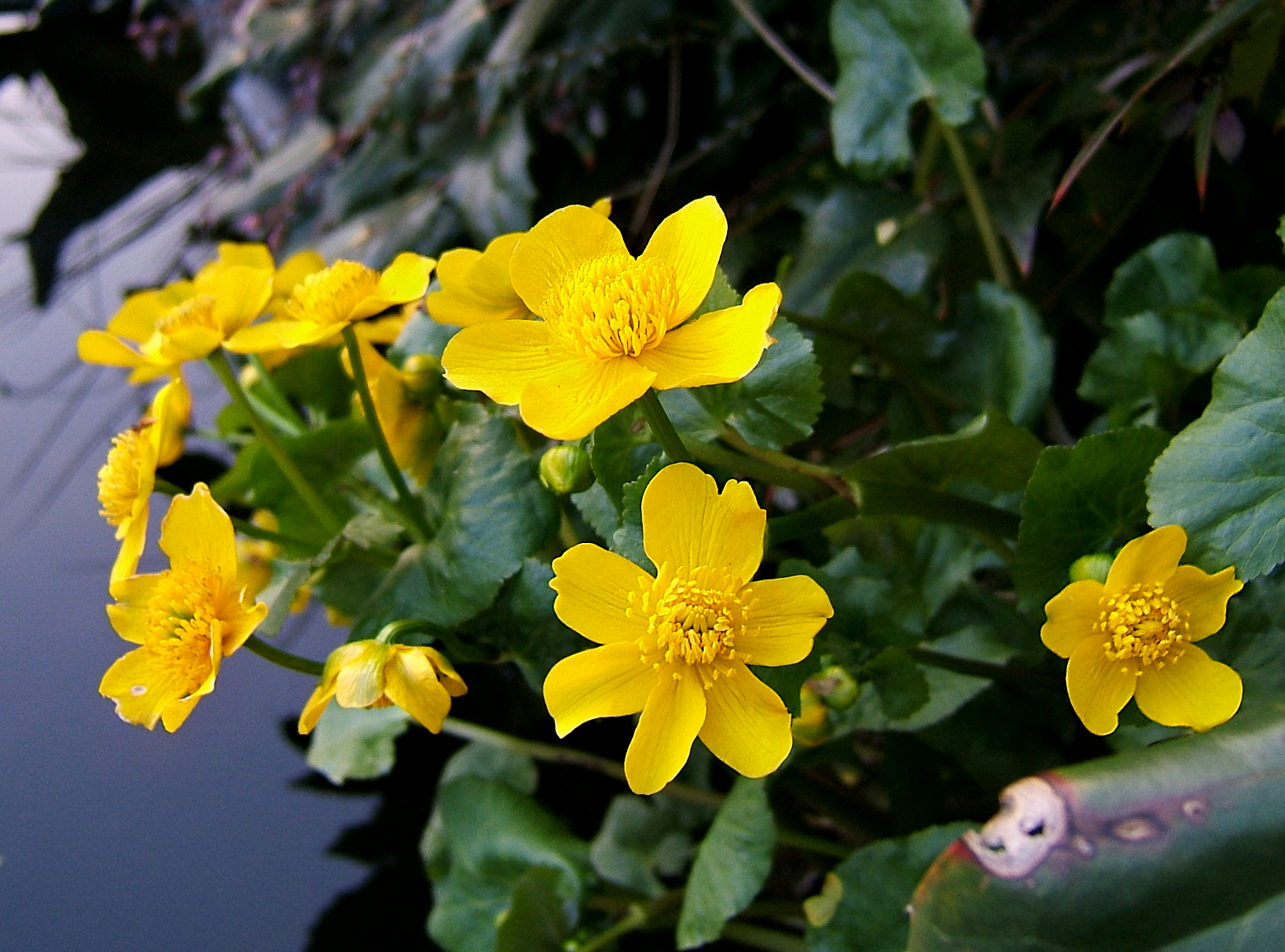
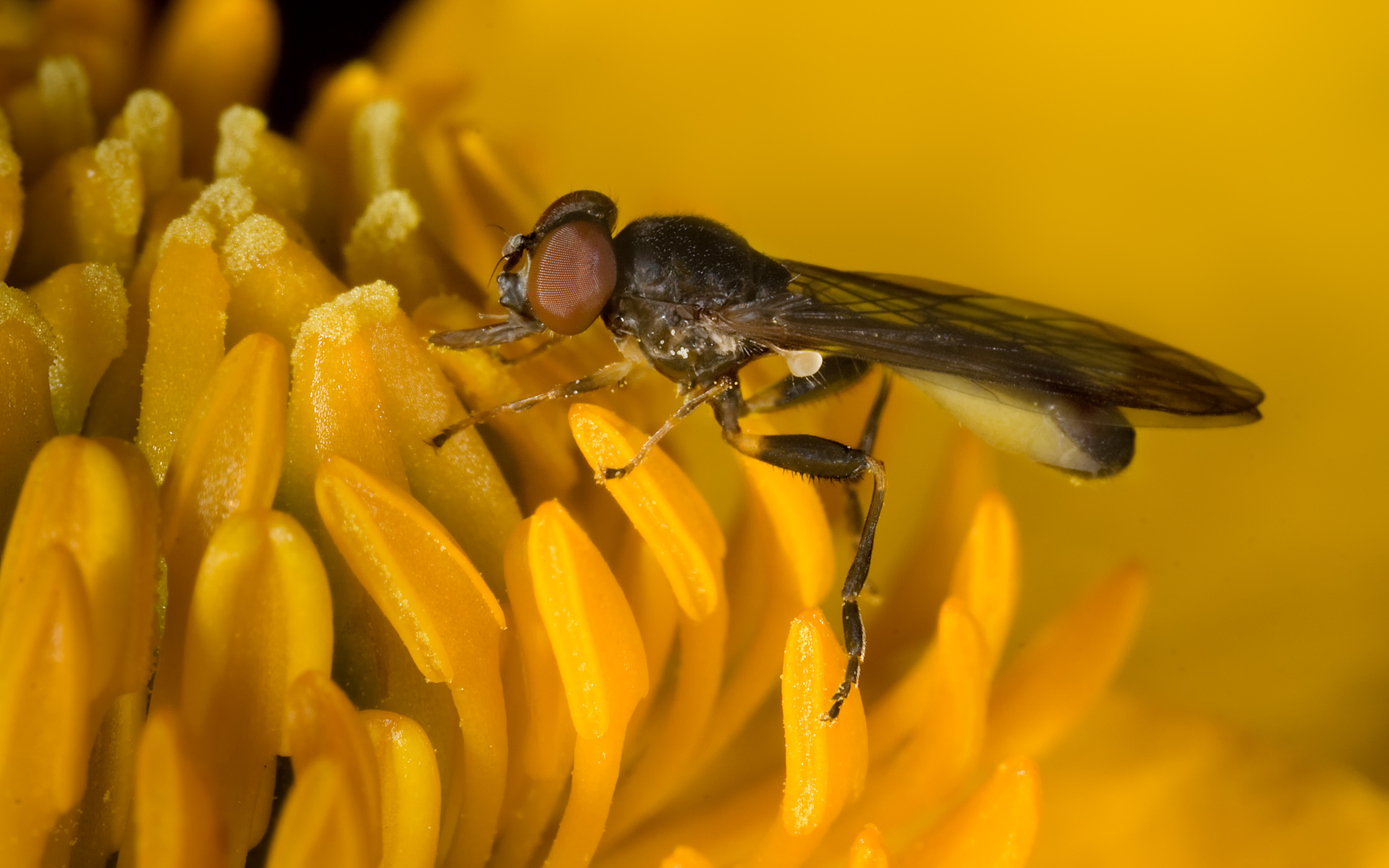
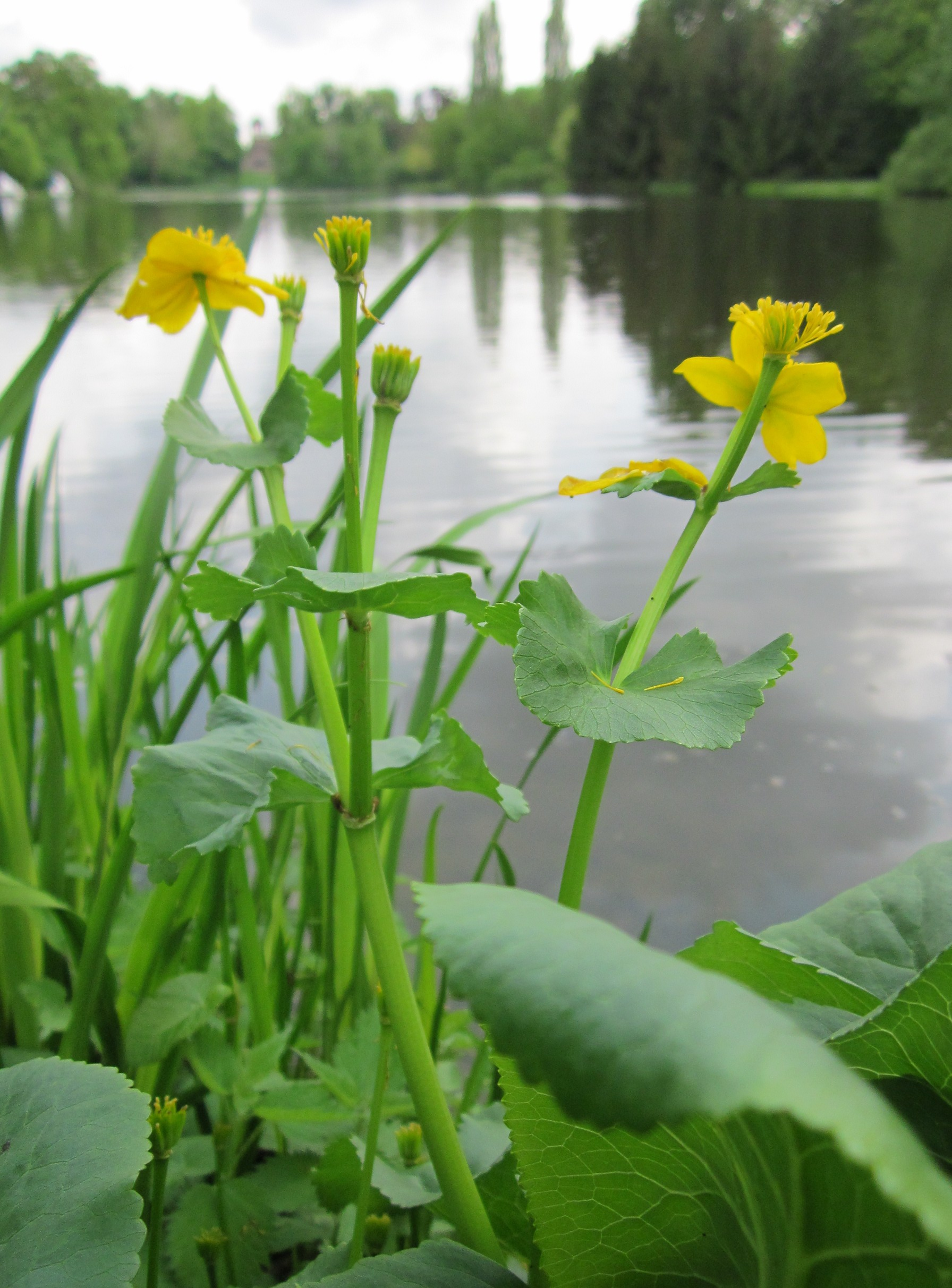
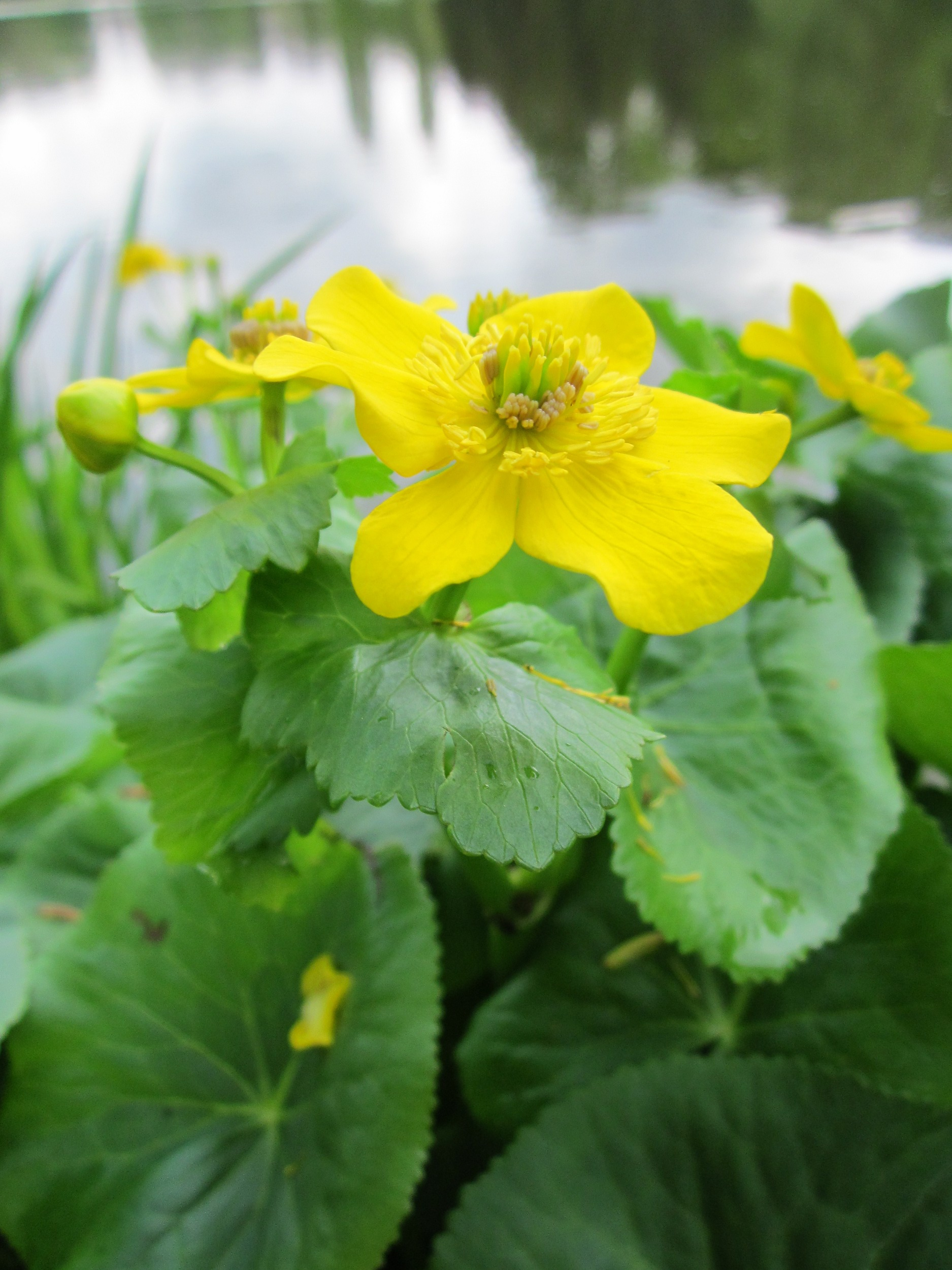